# Beverly Naya
Beverly Naya (Londres, 17 de abril de 1989) es una actriz nigeriana nacida en Londres, ganadora del premio Best of Nollywood Awards en 2010 en la categoría de mejor actriz revelación.

## Carrera
Naya nació en Londres, hija única de padres nigerianos. Después de realizar sus estudios en el Reino Unido decidió convertirse en actriz y vio en la creciente industria de Nollywood una gran oportunidad para iniciar su carrera, por lo que a finales de la década de 2000 se estableció en Nigeria. Citando a los actores Ramsey Nouah y Genevieve Nnaji como sus principales influencias, Naya ha registrado participaciones en una gran cantidad de producciones de cine y televisión nigerianas, entre las que destacan Tinsel, ...When Love Happens, Before 30, The Wedding Party, Skinny Girl in Transit, Suru L'ere y Chief Daddy.

## Filmografía destacada
- 2020 - Across the Rising Sun
- 2020 - Believe in You
- 2019 - Cold Feet
- 2019 - The Perfect Picture
- 2019 - Lockdown
- 2019 - 2 Weeks in Lagos
- 2018 - Chief Daddy
- 2018 - The Eve
- 2017 - Catch.er
- 2017 - Affairs of the Heart
- 2016 - The Wedding Party
- 2016 - The Arbitration
- 2016 - Fusion
- 2015 - Skinny Girl in Transit
- 2015 - Before 30
- 2014 - ...When Love Happens
- 2014 - Brother's Keeper
- 2013 - Stripped
- 2013 - Passport
- 2013 - Forgetting June
- 2010 - Home in Exile

## Premios y nominaciones
| Año  | Evento                                      | Categoría                    | Obra   | Resultado |
| ---- | ------------------------------------------- | ---------------------------- | ------ | --------- |
| 2011 | City People Entertainment Awards            | Mejor actriz emergente       |        | Ganadora  |
| 2010 | Best of Nollywood Awards                    | Mejor actriz revelación      |        | Ganadora  |
| 2014 | Premios ELOY                                | Actriz de televisión del año | Tinsel | Nominada  |
| 2020 | Africa Magic Viewers' Choice Awards (AMVCA) | Mejor documental             | Skin   | Ganadora  |